# Battaglia del fiume Bzura
La battaglia del fiume Bzura (anche conosciuta come battaglia di Kutno o controffensiva della Bzura) fu un importante combattimento avvenuto durante l'invasione tedesca della Polonia, tra il 9 ed il 19 settembre 1939, tra l'esercito polacco e la Wehrmacht tedesca, durante la seconda guerra mondiale.
Fu la battaglia più grande tra quelle combattute durante la campagna di Polonia ed ebbe luogo ad ovest di Varsavia, presso il fiume Bzura. Dopo un primo iniziale successo il contrattacco polacco fallì di fronte alla superiorità della Wehrmacht, dotata di moderne divisioni corazzate (Panzer-Division) che le garantirono una maggiore potenza di fuoco ed una mobilità fino a quel momento sconosciuta agli eserciti di tutto il mondo.
L'esito della battaglia consentì alle truppe tedesche di fare un grande numero di prigionieri e di rivolgere nuovamente l'attenzione alla capitale polacca.

## L'attacco tedesco alla Polonia

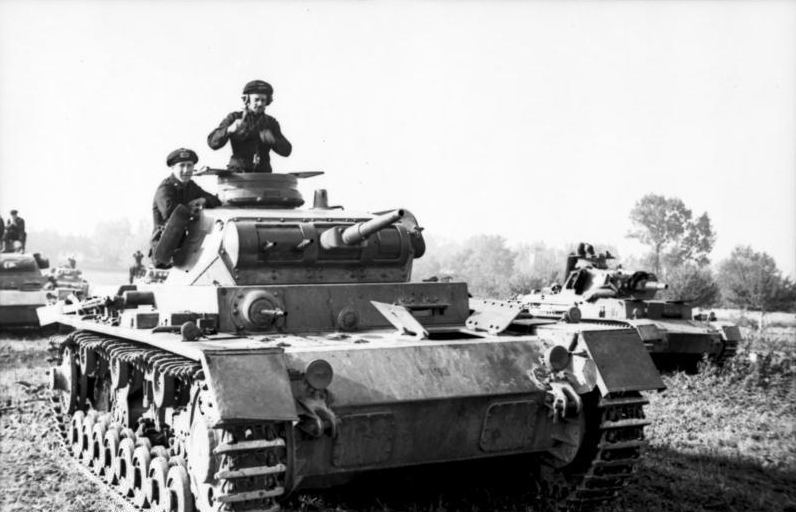
Una colonna di Panzer III tedeschi avanza velocemente verso est; la velocità di movimento della Wehrmacht rispetto all'esercito polacco le consentì di realizzare i primi grandi accerchiamenti della seconda guerra mondiale

Il piano tedesco di invasione della Polonia, il cosiddetto "Fall Weiß", o "Caso bianco", che sarebbe dovuto iniziare il 26 agosto 1939, venne attuato alle ore 04.45 del 1º settembre 1939; tale piano prevedeva lo schieramento di due gruppi di armate: l'Heeresgruppe Nord, comandato dal generale Fedor von Bock, il quale comprendeva la 3ª armata, comandata dal generale Georg von Küchler e la 4ª armata, comandata dal generale Günther von Kluge, per un totale di circa 630 000 uomini, con il compito di invadere il corridoio di Danzica per piegare quindi a sud verso Varsavia, e l'Heeresgruppe Süd, comandato dal generale Gerd von Rundstedt, che comprendeva l'8ª armata, comandata dal generale Johannes Blaskowitz, la 10ª armata, comandata dal generale Walter von Reichenau e la 14ª armata, comandata dal generale Wilhelm List, per un totale di 886 000 uomini, con l'incarico di occupare la regione della Slesia, puntando anch'esso verso la capitale.
Nel settore sud dello schieramento tedesco l'8ª armata avanzò in direzione di Łódź, con il duplice compito di contribuire ad accerchiare le forze polacche presenti nel settore di Poznań e di proteggere il fianco sinistro della 10ª armata che puntava verso Varsavia, mentre la 14ª armata si dirigeva in direzione di Cracovia; la 1ª divisione corazzata il 2 settembre travolse la 7ª divisione di fanteria polacca superando il fiume Warta ed il 5 settembre la 10ª armata aveva già percorso metà della distanza che la separava da Varsavia; sul suo fianco sinistro l'8ª armata si stava approssimando a Łódź e la 14ª armata aveva già raggiunto i sobborghi di Cracovia. Sul fianco sinistro dell'8ª armata tuttavia si stavano raggruppando le truppe polacche dell'armata di Poznań, che si stava ritirando verso est, e ciò che restava dell'armata della Pomerania, in ripiegamento dal corridoio verso sud, le quali, ricevuta l'autorizzazione dal maresciallo Edward Rydz-Śmigły, il 9 settembre la attaccarono nei pressi di Kutno.

## La battaglia

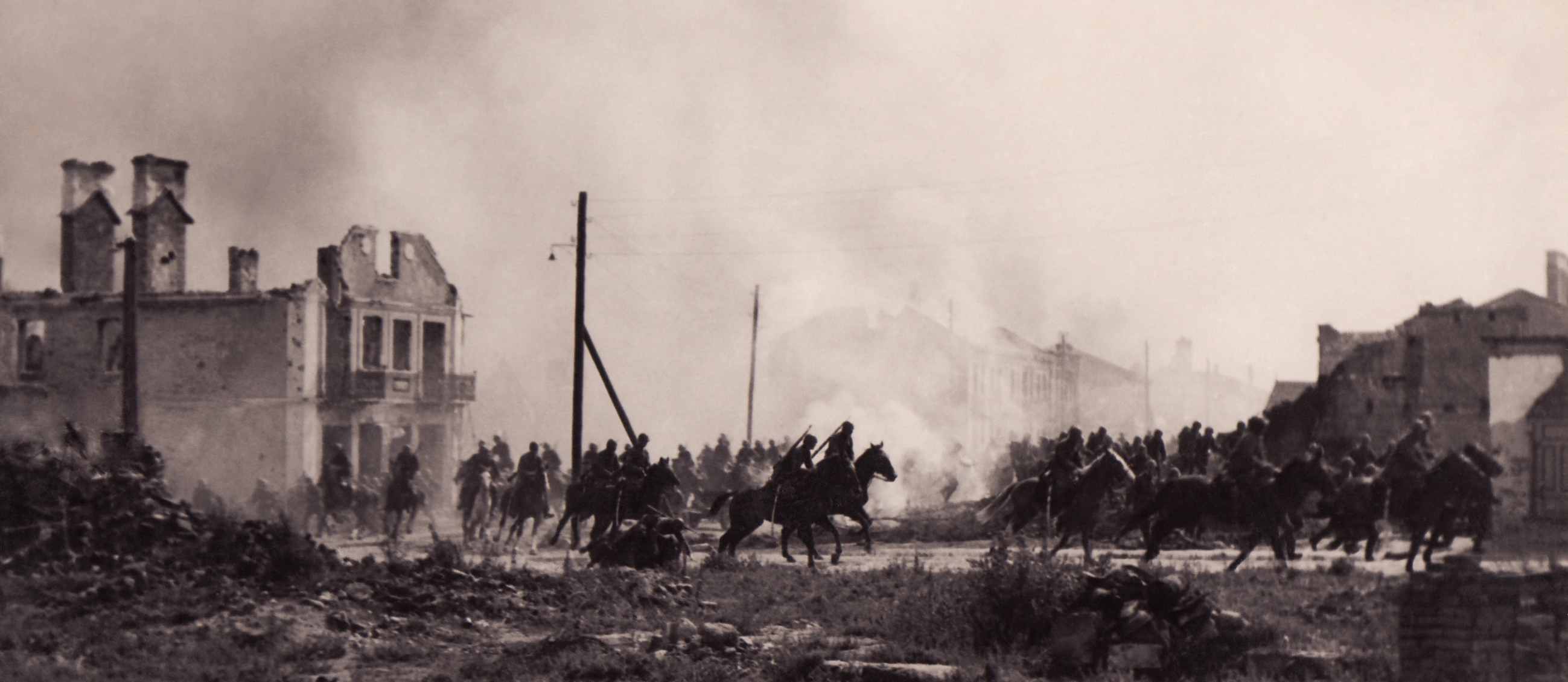
Una brigata di cavalleria polacca a Sochaczew nel 1939

Rydz-Śmigły sperava di alleggerire la pressione sull'armata "Łódź" dando inoltre tempo ai reparti di ritirarsi con più ordine verso la capitale e la Vistola. Gerd von Rundstedt, comandante del gruppo d'armate Sud tedesco, mise in guardia Blaskowitz da un possibile contrattacco polacco sul suo fianco settentrionale, ma questi, anche ascoltando il servizio di spionaggio che riferì, erroneamente, che l'armata "Poznań" era stata spostata ad est via treno, non prestò molta attenzione al pericolo e spinse la 24ª e 30ª divisione fanteria verso est.
Il 9 settembre la 14ª, 17ª e 25ª divisione fanteria polacche, protette ai fianchi dalle brigate di cavalleria Podolska e Wielkopolska, attaccarono a sud di Kutno sfondando, non senza difficoltà, le linee tedesche a Piątek e Łęczyca ed obbligando la 30ª divisione fanteria tedesca alla ritirata lasciando indietro 1 500 prigionieri. Von Runstedt sfruttò la situazione a suo vantaggio e cercò di circondare le concentrate forze polacche richiamando la 1ª e la 4ª divisione corazzata dai sobborghi di Varsavia, ordinando loro di sbarrare ogni accesso alla capitale all'armata Poznań. Nel giro di due giorni la Wehrmacht ristabilì la superiorità numerica e l'offensiva polacca era ormai terminata. Il comando supremo di Rydz-Śmigły, vista la situazione, chiese a Kutrzeba di aprirsi una strada per Radom e ripiegare in Romania, ma Kutrzeba, in netta inferiorità numerica, ritenne più saggio spingersi ad est, verso Varsavia, passando per il poco difeso varco di Sochaczew assieme ad alcuni reparti dell'armata della Pomerania.
Kutrzeba venne però anticipato dal XVI corpo d'armata tedesco che, con l'appoggio in forze della Luftwaffe, continuò a stringere la sacca in cui erano rimase bloccate le divisioni polacche. Kutrzeba, il 16 settembre, diede disposizioni per evacuare la zona attraverso Sochaczew, ma solo due divisioni di fanteria (la 15ª e la 25ª) e i superstiti delle brigate di cavalleria Podolska e Wielkopolska riuscirono a trovare rifugio nella foresta di Kampinos. Chi rimase nella morsa tedesca si arrese definitivamente il 18 settembre, anche se reparti isolati continuarono a combattere fino al 21 settembre. I tedeschi fecero più di 100 000 prigionieri e annientarono praticamente le armate Poznań e Pomerania.

## Conseguenze
La battaglia del fiume Bzura, pur registrando l'unica breve crisi nel dispositivo tedesco, dovuta all'inaspettato attacco sul fianco dell'8ª armata, si concluse con la sconfitta di 19 divisione polacche, le quali costituivano la prima linea di difesa del paese, ed inoltre fu la prima grande battaglia di accerchiamento della seconda guerra mondiale; da parte polacca è da rilevare che l'impegno delle truppe tedesche, durato circa una settimana, consentì alle armate di Varsavia e Lublino di guadagnare tempo per approntare le difese della capitale, in attesa di un intervento da parte degli Alleati che tuttavia non arrivò.
La battaglia, al pari di tutta la campagna di Polonia, mise in evidenza il nuovo concetto tedesco di "guerra mobile", o guerra di movimento, basato sull'attività congiunta delle forze corazzate ed aeree, che consentiva rapide avanzate ed azioni in profondità alle spalle dello schieramento nemico, mentre la fanteria sarebbe intervenuta successivamente per completarne l'accerchiamento e la distruzione; di contro essa dimostrò la staticità polacca, basata sul concetto di difesa utilizzato durante la prima guerra mondiale, unito alla frammentarietà delle linee di comunicazione, che limitarono fortemente i contatti tra il comando e le truppe in linea..